# Ахмад Абугауш
Ахмад Абугауш (Аман, 1. фебруар 1996) је теквондиста из Јордана, олимпијски првак. Палестинског је порекла. На Олимпијским играма у Рио де Жанеиру освојио је златну медаљу у категорији до 68 кг чиме је постао први освајач медаље и први олимпијски победник из Јордана. На Светском првенству у Кореји 2017. освојио је бронзану медаљу до 68кг, а 2012. постао је светски јуниорски првак до 63кг.